# Hal Lear
Harold C. "Hal" Lear (Filadelfia, Pensilvania, 31 de enero de 1935-White Plains, Nueva York, 25 de junio de 2016) fue un baloncestista estadounidense que disputó tres partidos en la NBA, además de jugar en la ABL y en la CBA. Con 1,80 metros de estatura, jugaba en la posición de base.

## Trayectoria deportiva

### Universidad
Jugó durante tres temporadas con los Owls, de la Universidad de Temple, en las que promedió 19 puntos por partido. Es el cuarto máximo anotador de la historia de los Owls, manteniendo hoy en día el récrd de mayor anotación en una temporada, 1956, cuando anotó 745 puntos, con una media de 24 por partido. Llegó junto con su equipo a la Final Four de la NCAA ese mismo año, siendo incluido en el mejor quinteto del torneo y elegido como mejor jugador tras ser el máximo anotador del mismo, promediando 32 puntos por partido.

### Profesional
Fue elegido en la octava posición del Draft de la NBA de 1956 por Philadelphia Warriors, pero únicamente disputó tres partidos, jugando 14 minutos en total y anotando 4 puntos. Tras su fracaso en la principal liga profesional, probó fortuna en las ligas menores, fichando por los Easton Madisons de la CBA, donde permaneció cinco temporadas, ganando el título de campeón en 1960. De ahí pasó a la ABL, donde estuvo una temporada, regresando a la CBA a los Camden Bullets, con los que volvió a ganar el campeonato en 1964. Tras dos temporadas más en los Johnston C.J.'s y en los New Haven Elms, se retiró del baloncesto en activo.

## Estadísticas de su carrera en la NBA

### Temporada regular
| Temp.   | Edad | Equipo       | Liga | P | TIT | MIN | TC  | TCA | %TC  | 3P | 3PA | %3P | TL  | TLA | %TL | R.OF. | R.DEF. | REB | ASIS | ROB | TAP | PER | FP  | PTS |
| 1956-57 | 22   | Philadelphia | NBA  | 3 |     | 4.7 | 0.7 | 2.0 | .333 |    |     |     | 0.0 | 0.0 |     |       |        | 0.3 | 0.3  |     |     |     | 1.0 | 1.3 |
| Total   |      |              | NBA  | 3 |     | 4.7 | 0.7 | 2.0 | .333 |    |     |     | 0.0 | 0.0 |     |       |        | 0.3 | 0.3  |     |     |     | 1.0 | 1.3 |